# コムシ目
コムシ目（倍尾目、双尾目とも。Diplura）は節足動物門六脚亜門内顎綱 (Entognatha) のうち1目である。内顎綱は昆虫に近縁でより原始的なグループで、ほかにトビムシ目とカマアシムシ目が含まれ、昆虫とあわせて六脚類をなす。
腹端に1対の尾角がある。ナガコムシ類では鞭状に後ろに伸びるが、ハサミコムシ類では、短く頑丈なハサミになり、しかも褐色に色づいて硬化しており、これを捕食器として使う。ハサミムシ類に似た姿である。

## 形態
単眼・複眼を欠く（化石種には複眼をもつものがいる）。口器は内顎口、咀嚼型である。腹節には腹胞という付属肢が存在する。腹端にある1対の尾角（尾毛とも）が多節のものがナガコムシ亜目、単節のものがハサミコムシ亜目である。しかし尾角は折れやすいので、観察の際は注意が必要である。

## 分類
- ナガコムシ亜目 Rhabdura
  - ナガコムシ上科 Campodeoidea
    - ナガコムシ科 Campodeidae
    - Procampodeidae

  - ミナミコムシ上科 Projapugoidea
    - Projapygidae
    - Anajapugidae
    - Octostigmatidae
- ハサミコムシ亜目 Dicellurata
  - ハサミコムシ上科 Japygoidea
    - ハサミコムシ科 Japygidae
    - Heterojapygidae
    - Dinjapygidae
    - Evallijapygidae
    - ナミハサミコムシ科 Parajapygidae